# Alexandra Ihringova
Alexandra Ihringova (Pozsony, 1975. január 29. –) szlovák-angol nemzetközi női labdarúgó-játékvezető. Teljes neve Alexandra "Saša" Ihringová. Polgári foglalkozása profi játékvezető.

## Pályafutása
Klubjával, a Filozof Bratislavával 1991–1994 között háromszoros csehszlovák bajnok.
Játékvezetésből nagybátyja Karol Ihring hatására 1995-ben Pozsonyban vizsgázott. A Pozsonyi labdarúgó-szövetség által üzemeltetett bajnokságokban kezdte sportszolgálatát. A SFZ Játékvezető Bizottságának (JB) minősítésével 2002-től a szlovák női I. osztály, a 2. Liga játékvezetője. 2006-ban Angliába költözött, ahol a FA szolgálatába állt. Angliában a női I ligában profi játékvezetőként, a férfi Football League Championship küzdelmeiben 4. bírói, illetve alapvonalbírói szolgálatot is végez. 2015-ben már nem szerepelt a FIFA JB nyilvántartásában. Vezetett kupadöntők száma: 2.
A FA JB több alkalommal küldte az Angol női labdarúgókupa vezetésére.
| Időpont        | Helyszín                       | Mérkőzés típusa | Mérkőzés                          | Eredmény | Nézők száma |
| -------------- | ------------------------------ | --------------- | --------------------------------- | -------- | ----------- |
| 2008. május 5. | Városi Stadion, Nottingham     | döntő           | Arsenal WFC–Leeds LFC             | 4 – 1    | 24 582      |
| 2009. május 4. | Pride Park Stadion, Sunderland | döntő           | Arsenal LFC–Sunderland AFC Ladies | 2 – 1    | 23 291      |

A Szlovák labdarúgó-szövetség JB terjesztette fel nemzetközi játékvezetőnek, a Nemzetközi Labdarúgó-szövetség (FIFA) 2001-től tartotta nyilván női bírói keretében. A FIFA JB központi nyelvei közül az angolt, a spanyolt és a németet beszéli. Az UEFA JB besorolás szerint „elit” kategóriás bíró. Több nemzetek közötti női válogatott (Női labdarúgó-világbajnokság, Női labdarúgó-Európa-bajnokság), valamint Női UEFA-kupa klubmérkőzést vezetett, vagy működő társának 4. bíróként segített. Vezetett kupadöntők száma: 1.
| Időpont           | Helyszín    | Mérkőzés típusa           | Mérkőzés               |
| ----------------- | ----------- | ------------------------- | ---------------------- |
| 2001. október 25. | Németország | első válogatott mérkőzése | Németország–Portugália |

A 2004-es U19-es női labdarúgó-világbajnokságon, a 2008-as U20-as női labdarúgó-világbajnokságon, valamint a 2010-es U20-as női labdarúgó-világbajnokságon a FIFA JB bíróként foglalkoztatta.
| Időpont            | Helyszín                              | Mérkőzés típusa              | Mérkőzés                                                                          | Eredmény | Nézők száma |
| ------------------ | ------------------------------------- | ---------------------------- | --------------------------------------------------------------------------------- | -------- | ----------- |
| 2004. november 10. | Rajamangala National Stadion, Bangkok | csoportmérkőzés (A. csoport) | Ausztrália–Kanada                                                                 | 1 – 2    | 40 000      |
| 2004. november 16. | Suphachalasai Stadion, Bangkok        | csoportmérkőzés (B. csoport) | Kína–Brazília                                                                     | 1 – 2    | 2 500       |
| 2004. november 24. | Suphachalasai Stadion, Bangkok        | egyik elődöntő               | Brazil U19-es női labdarúgó-válogatott–Kínai U19-es női labdarúgó-válogatott      | 0 – 2    | 10 500      |
| 2008. november 20. | Városi Stadion, La Florida            | csoportmérkőzés (C. csoport) | Kanada–Japán                                                                      | 0 – 2    |             |
| 2008. november 23. | Germán Becker Stadion, Temuco         | csoportmérkőzés (D. csoport) | Mexikó–Brazília                                                                   | 0 – 5    | 13 080      |
| 2008. december 7.  | Városi Stadion, La Florida            | döntő                        | Dél-Korea–Egyesült Államok                                                        | 1 – 2    | 12 000      |
| 2010. július 13.   | Városi Stadion, Bielefeld             | csoportmérkőzés (B. csoport) | Brazil U20-as női labdarúgó-válogatott–Dél-koreai U20-as női labdarúgó-válogatott | 0 – 1    | 10 065      |
| 2010. július 20.   | Impuls Stadion, Augsburg              | csoportmérkőzés (A. csoport) | Franciaország–Németország                                                         | 1 – 4    | 26 273      |
| 2010. július 25.   | Impuls Stadion, Augsburg              | egyik negyeddöntő            | Amerikai U20-as női labdarúgó-válogatott–Nigéria                                  | 1 – 1    | 7 135       |

A 2003-as női labdarúgó-világbajnokságon a FIFA JB az európai selejtezőben alkalmazta.
| Időpont           | Helyszín               | Mérkőzés típusa           | Mérkőzés               | Eredmény | Nézők száma |
| ----------------- | ---------------------- | ------------------------- | ---------------------- | -------- | ----------- |
| 2001. október 24. | AOK Stadion, Wolfsburg | előselejtező (4. csoport) | Németország–Portugália | 9 – 0    | 3620        |

A 2005-ös női labdarúgó-Európa-bajnokságon és a 2009-es női labdarúgó-Európa-bajnokságon az UEFA JB játékvezetőként alkalmazta.
| Időpont             | Helyszín                           | Mérkőzés típusa              | Mérkőzés                                                       | Eredmény | Nézők száma |
| ------------------- | ---------------------------------- | ---------------------------- | -------------------------------------------------------------- | -------- | ----------- |
| 2005. június 8.     | Ewood Park Stadion, Blackburn      | csoportmérkőzés (A. csoport) | Anglia–Dánia                                                   | 1 – 2    | 14 695      |
| 2005. június 11.    | Bloomfield Road Stadion, Blackpool | csoportmérkőzés (A. csoport) | Finnország–Dán női labdarúgó-válogatott                        | 2 – 1    | 2 500       |
| 2005. június 19.    | Ewood Park Stadion, Blackburn      | döntő                        | Német női labdarúgó-válogatott–Norvégia                        | 3 – 1    | 21 105      |
| 2009. augusztus 24. | Ratina Stadion, Tampere            | csoportmérkőzés (B. csoport) | Német női labdarúgó-válogatott–Norvég női labdarúgó-válogatott | 4 – 0    | 6 552       |
| 2009. augusztus 30. | Finnair Stadion, Helsinki          | csoportmérkőzés (B. csoport) | Norvég női labdarúgó-válogatott–Franciaország                  | 1 – 1    | 1 537       |

Az UEFA JB küldésére vezette a Női UEFA-kupa döntőt.
| Időpont         | Helyszín                     | Mérkőzés típusa   | Mérkőzés                 | Eredmény | Nézők száma |
| --------------- | ---------------------------- | ----------------- | ------------------------ | -------- | ----------- |
| 2008. május 24. | Commerzbank-Arena, Frankfurt | 2. döntő mérkőzés | 1. FFC Frankfurt–Umeå IK | 3 – 2    | 27 640      |